# Puchar Europy Zdobywczyń Pucharów siatkarek (1981/1982)
Puchar Europy Zdobywczyń Pucharów 1981/1982 – 10. sezon turnieju rozgrywanego od 1978 roku, organizowanego przez Europejską Konfederację Piłki Siatkowej (CEV) w ramach europejskich pucharów dla żeńskich klubowych zespołów siatkarskich "starego kontynentu".

## Drużyny uczestniczące
- Farul Constanta
- Slávia Bratysława
- Panathinaikos Ateny
- UC Paris
- Dinamo Moskwa
- Vasas SC
- Davozon Zonhoven
- TG Russelsheim
- Starlift Voorburg
- FC Porto
- Hispano Frances Barcelona
- Uni Lausanne
- Post Verein Wiedeń
- Crvena zvezda Belgrad
- Reggio Emilia
- CSKA Sofia

## Rozgrywki

### 1/8 finału
| Data       | Drużyna 1                 | Wynik | Drużyna 2             | Sety                     |
| ---------- | ------------------------- | ----- | --------------------- | ------------------------ |
|            | Farul Constanta           | 3:1   | Slávia Bratysława     | 15:3, 12:15, 15:6, 15:11 |
|            | Farul Constanta           | 0:3   | Slávia Bratysława     |                          |
|            | Panathinaikos Ateny       | 1:3   | UC Paris              | 7:15, 5:15, 15:13, 13:15 |
|            | Panathinaikos Ateny       | 0:3   | UC Paris              |                          |
| 12.12.1981 | Dinamo Moskwa             | 3:0   | Vasas Budapeszt       | 15:3, 15:1, 15:3         |
|            | Dinamo Moskwa             | 3:1   | Vasas Budapeszt       |                          |
| 12.12.1981 | Davozon Zonhoven          | 0:3   | TG Russelsheim        | 3:15, 7:15, 8:15         |
| 19.12.1981 | Davozon Zonhoven          | 0:3   | TG Russelsheim        |                          |
| 12.12.1981 | Starlift Voorburg         | 3:0   | FC Porto              | 15:2, 15:2, 15:10        |
| 13.12.1981 | Starlift Voorburg         | 3:0   | FC Porto              | 15:1, 15:7, 15:3         |
| 13.12.1981 | Hispano Frances Barcelona | 0:3   | Uni Lausanne          | 7:15, 4:15, 10:15        |
| 20.12.1981 | Hispano Frances Barcelona | 0:3   | Uni Lausanne          | 1:15, 6:15, 2:15         |
| 19.12.1981 | Post Verein Wiedeń        | 0:3   | Crvena Zvezda Belgrad | [ 1 ]                    |
| 20.12.1981 | Post Verein Wiedeń        | 0:3   | Crvena Zvezda Belgrad | 3:15, 10:15, 7:15        |
| 13.12.1981 | Reggio Emilia             | 1:3   | CSKA Sofia            | 7:15, 15:9, 8:15, 11:15  |
| 19.12.1981 | Reggio Emilia             | 0:3   | CSKA Sofia            | 5:15, 10:15, 9:15        |

### Ćwierćfinał
| Data       | Drużyna 1         | Wynik | Drużyna 2             | Sety                            |
| ---------- | ----------------- | ----- | --------------------- | ------------------------------- |
|            | Dinamo Moskwa     | 3:1   | Crvena Zvezda Belgrad | 15:12, 15:5, 11:15, 15:8        |
|            | Dinamo Moskwa     | 3:0   | Crvena Zvezda Belgrad | 15:6, 15:5, 15:3                |
|            | TG Russelsheim    | 3:2   | Starlift Voorburg     | 15:13, 15:6, 4:15, 11:15, 15:11 |
|            | TG Russelsheim    | 0:3   | Starlift Voorburg     | 4:15, 6:15, 9:15                |
|            | Uni Lausanne      | 0:3   | CSKA Sofia            | 4:15, 2:15, 2:15                |
| 12.01.1982 | Uni Lausanne      | 0:3   | CSKA Sofia            | 7:15, 4:15, 2:15                |
|            | Slávia Bratysława | 3:0   | UC Paris              | 12:15, 9:15, 3:15               |
| 11.01.1982 | Slávia Bratysława | 3:0   | UC Paris              | 2:15, 8:15, 11:15               |

### Turniej finałowy
Izmir
Tabela
| Lp. | Drużyna           | Pkt | Mecze | Mecze | Mecze | Sety | Sety | Sety  |
| Lp. | Drużyna           | Pkt | M     | W     | P     | wyg. | prz. | ratio |
| --- | ----------------- | --- | ----- | ----- | ----- | ---- | ---- | ----- |
| 1   | CSKA Sofia        | 6   | 3     | 3     | 0     | 9    | 4    | 2.250 |
| 2   | Dinamo Moskwa     | 5   | 3     | 2     | 1     | 7    | 4    | 1.750 |
| 3   | Slávia Bratysława | 4   | 3     | 1     | 2     | 6    | 6    | 1.000 |
| 4   | Starlift Voorburg | 3   | 3     | 0     | 3     | 1    | 9    | 0.111 |

Wyniki
| Data       | Drużyna 1         | Wynik | Drużyna 2         | Sety                             |
| ---------- | ----------------- | ----- | ----------------- | -------------------------------- |
| 12.02.1982 | Dinamo Moskwa     | 3:0   | Starlift Voorburg | 15:6, 15:7, 15:7                 |
| 12.02.1982 | CSKA Sofia        | 3:2   | Slávia Bratysława | 10:15, 10:15, 15:2, 15:10, 15:10 |
|            |                   |       |                   |                                  |
| 13.02.1982 | CSKA Sofia        | 3:1   | Starlift Voorburg | 15:8, 11:15, 15:8, 15:7          |
| 13.02.1982 | Dinamo Moskwa     | 3:1   | Slávia Bratysława | 15:11, 13:15, 15:9, 15:7         |
|            |                   |       |                   |                                  |
| 14.02.1982 | Slávia Bratysława | 3:0   | Starlift Voorburg | 15:6, 15:7, 15:7                 |
| 14.02.1982 | CSKA Sofia        | 3:1   | Dinamo Moskwa     | 13:15, 15:8, 16:14, 16:14        |

## Klasyfikacja końcowa
| Miejsce | Drużyna           |
| ------- | ----------------- |
| złoto   | CSKA Sofia        |
| srebro  | Dinamo Moskwa     |
| brąz    | Slávia Bratysława |
| 4.      | Starlift Voorburg |